# Sipadan
Sipadan är en liten ö utanför den malaysiska provinsen Sabahs östkust på norra Borneo. Efter att ön uppmärksammats av den franske marinforskaren Jacques-Yves Cousteau blev den erkänd som en av världens mest spektakulära dykplatser. Ön stiger rätt upp ur oceanen vars havsbotten är på 800-1200m djup. Den ökade turismen orsakade också att Indonesien gjorde anspråk på ön, men den tillhör fortfarande Malaysia. Idag finns inga dykcenter eller boende på ön, de enda som får bo på ön är militärer och parkvakter. Sipadan nås enkelt med båt från kuststaden Semporna. Som på många andra ställen har den ökade turismen haft negativ inverkan på det marina livet. Antalet besökare och dykverksamheten på ön är dock reglerad av myndigheter.
Uppdatering 2006:
Närmaste boende till Sipadan är Kapalai resort som är exklusiv men befinner sig 20min från Sipadan. Billigare alternativ finns på ön Mabul där dykare kan bo på resort eller longhouse.
-Korallen är i väldigt gott skick och det går inte ett dyk utan att man ser både hajar, sköldpaddor och barracudas. Sipadan passar väldigt bra även för snorklare.